# George Shaw (zoolog)
George Shaw (ur. 10 grudnia 1751 w Bierton, zm. 22 lipca 1813 w Londynie) – angielski botanik i zoolog.
W latach 1765–1772 George Shaw uczył się w Magdalen College, w Oksfordzie. Po tym, jak w roku 1772 otrzymał tytuł magistra, w 1774 r. został wyświęcony na diakona. Ze względu na swoją fascynację historią naturalną, zrezygnował jednak z kariery kleryka i wyjechał do Edynburga, by studiować medycynę. Po trzech latach wrócił do Oksfordu, gdzie został asystentem wykładowcy botaniki na Uniwersytecie Oksfordzkim. W 1787 r. Shaw pojechał do Londynu. Przyczynił się do powstania w 1788 r. Linnean Society of London, a w 1789 r. został członkiem Royal Society. W 1807 roku został mianowany kustoszem British Museum.
George Shaw był jednym z pierwszych naukowców zajmujących się opisem i systematyką zwierząt Australii (na przykład dziobaka, kolczatki australijskiej, papużki falistej, rozelli białolicej).

## Dzieła
- The Naturalist's Miscellany: Or, Coloured Figures Of Natural Objects; Drawn and Described Immediately From Nature (1789–1813) – z ilustracjami Fredericka Polydore’a Noddera.
- Journal of a Voyage to New South Wales (1790) – fragmenty (autor pozycji to John White).
- Museum Leverianum (1792–1796) – spis kolekcji Sir Ashtona Levera.
- Zoology of New Holland (1794)
- General Zoology or Systematic Natural History (1800–1812) – części od 1 do 8, spis kontynuował James Francis Stephens (części od 9 do 16).